# St. Marien (Herne-Baukau)
Die St.-Marien-Kirche ist eine römisch-katholische Pfarrkirche im Herne-Baukau. Heute ist sie Gemeindekirche der St. Dionysius-Gemeinde des Dekanates Emschertal im Erzbistum Paderborn. Die Kirche ist ein neugotisches Bauwerk, in ihrer heutigen Gestalt weitgehend ausgeführt in den Jahren 1907–1909 nach Entwürfen von Johannes Franziskus Klomp. Thomas Parent nennt die Ziegelfassade des Gotteshauses die wohl kunstvollste im Ruhrgebiet.

## Lage
Das Gotteshaus liegt im Norden der Stadt Herne. Es befindet sich im Mittelteil der Baukauer Bismarckstraße, zwischen Kaiserstraße und Westring, bis 1970 Moltkestraße. Die Bebauung der Umgebung stammt überwiegend aus der wilhelminischen Zeit der Wende vom 19. zum 20. Jahrhundert. Die Kirche ist von Südwest nach Nordost ausgerichtet, mit der Doppelturmfassade und dem Hauptportal zur vorbeiführenden Straße.

## Baubeschreibung
Der Bau ist als dreischiffige Hallenkirche mit Querhäusern aus roten Backsteinziegeln errichtet. Der polygonale Chor hat einen 5/8-Schluss. Das Dach der Kirche ist, in farblichen Kontrast zum roten Mauerwerk, mit grauem Schiefer gedeckt.
Das Hauptportal zur Bismarckstraße wird links und rechts von je vier Säulen mit korinthischen Kapitellen flankiert, vollständig in rotem Tonziegel gehalten. Die Säulen tragen einen gotischen Spitzbogen. Das Gewände ist als Stufenportal ausgeführt. Über dem Wimperg ist eine gekrönte Marienfigur mit Kind angebracht. Der dahinter liegende Giebel des Langhauses ist mit einer siebenfach durchbrochenen Glasrosette geschmückt, in der Giebelspitze ist ein Relief mit dem Titel Christus als Weltenrichter eingefügt: eine gekrönte, thronende Figur mit Reichsapfel und Zepter. Das Portal wird von vier Fialen flankiert, deren Kreuzblumen ebenfalls aus Ziegelton gebrannt sind.
Die beiden rund 60 Meter hohen Türme über dem Hauptportal tragen Spitzhelme mit Kupfer. Im unteren Teil ziert Blendmaßwerk die Turmfassade. Die Fenster der Glockenstuben sind als Maßwerk ausgeführt. An den Ecken der Türme befinden sich, über kleinen Fialen, je vier Engelfiguren.

## Innenraum
Prägend für das jetzige Aussehen der Kirche im Inneren ist die Renovierung von 1974. Von dem ursprünglichen Innenausbau aus der Erbauungsphase, der Wiedenbrücker Schule, sind nur noch einige Spuren zu finden.
- Altar, sowie Sakramentshaus, Ambo, Taufbecken und Kerzenleuchter wurden vom Bildhauer Josef Baron aus Unna-Hemmerde entworfen und gestaltet. Der Altar, Tabernakel und Sockel des Taufbeckens sind aus weißem, italienischen Marmor; Ambo, Kerzenleuchter sowie das Taufbecken sind aus Bronze.
- Der alte Hochaltar, die Seitenaltäre, die Kanzel und die Kommunionbank wurden in den Jahren 1900–1902 vom Bildhauer Heinrich Schweppenstedde (1865–1943) aus Wiedenbrück hergestellt. Vom Hochaltar ist nur je ein Relief mit der Geburt Christi und der Himmelfahrt Jesu und zwei Apostelfiguren (Petrus und Paulus) erhalten.
- Bildhauer Anton Mormann (1851–1940) lieferte 1902 den nicht mehr vorhandenen Taufstein aus belgischem Granit, der mit einem reich verzierten, eichenen Deckel verschlossen war.
- In den Jahren 1906/1908 wurden auch die Bilder des neuen Kreuzweges vom Kunstmaler Eduard Goldkuhle (* 7. November 1878 Wiedenbrück; † 8. Februar 1953 Oelde) in Wiedenbrück hergestellt, die heute noch in den Seitenschiffen hängen.
- Pietà-Altar der Schmerzhaften Mutter, ebenfalls eine Arbeit Anton Mormanns.
- Das heute in abgewandelte Form bestehende Triumphkreuz im Chor war ursprünglich eine fromme Stiftung zur Mission und stammt aus dem Jahr 1901.
- Alle ursprünglich von Kunstmaler Wilhelm Remmes entworfenen Fenster fielen den Bomben des Zweiten Weltkriegs zum Opfer und wurden in den Jahren 1954–1956 durch die jetzt bestehenden, von Walter Klocke aus Gelsenkirchen entworfenen Fenster ersetzt.
- Das Gussstahlgeläut wurde 1923 aufgehängt und erklingt in ais° – cis′ – e′ – fis′. Die Glocken ais° und fis′ hängen im Westturm, die Glocken cis′ und e′ im Ostturm.

## Orgel
Die Orgel wurde 1956 von dem Orgelbauer Anton Feith (Paderborn) mit 29 Registern auf zwei Manualen und Pedal erbaut. Das Instrument wurde in den 1980er Jahren im Zuge einer Renovierung der Kirche durch die Orgelbaufirma Stockmann restauriert und erweitert. Es hat heute 36 Register auf drei Manualen und Pedal.
| I Hauptwerk C–g3 |             |        |
| 1.               | Quintade    | 16′    |
| 2.               | Prinzipal   | 08′    |
| 3.               | Holzflöte   | 08′    |
| 4.               | Oktave      | 04′    |
| 5.               | Koppelflöte | 04′    |
| 6.               | Nasard      | 02 ⁄3′ |
| 7.               | Superoktave | 02′    |
| 8.               | Scharff VI  |        |
| 9.               | Trompete    | 08′    |

| II Schwell-Positiv C–g3 |              |        |
| 10.                     | Gedackt      | 8′     |
| 11.                     | Weidenpfeife | 8′     |
| 12.                     | Prinzipal    | 4′     |
| 13.                     | Rohrflöte    | 4′     |
| 14.                     | Nachthorn    | 2′     |
| 15.                     | Terzflöte    | 1 3⁄5′ |
| 16.                     | Mixtur IV    |        |
| 17.                     | Krummhorn    | 8′     |
|                         | Tremulant    |        |

| II Schwellwerk C–g3 |                         |       |
| 18.                 | Italalienisch Prinzipal | 8′    |
| 19.                 | Gamba                   | 8′    |
| 20.                 | Singend Gedackt         | 8′    |
| 21.                 | Praestant               | 4′    |
| 22.                 | Rohrquintade            | 4′    |
| 23.                 | Gemsquinte              | 2 ⁄3′ |
| 24.                 | Waldflöte               | 2′    |
| 25.                 | Rauschpfeife II         |       |
| 26.                 | Terzzymbel III          |       |
| 27.                 | Oboe                    | 8′    |
| 28.                 | Trompette harmonique    | 8′    |

| Pedalwerk C–f1 |               |     |
| 29.            | Offenbass     | 16′ |
| 30.            | Subbass       | 16′ |
| 31.            | Oktavbass     | 08′ |
| 32.            | Pommer        | 08′ |
| 33.            | Piffaro       | 04′ |
| 34.            | Hintersatz IV |     |
| 35.            | Posaune       | 16′ |
| 36.            | Trompete      | 08′ |

## Baugeschichte
Im schnell wachsenden Landkreis Bochum war Baukau als Vikarie im Dekant Bochum der Herner St.-Bonifatius-Gemeinde angeschlossen. Da auch hier die Gemeindemitgliederzahl stark anstieg wurden erstmals im November 1897 40.000 Mark und im Juni 1900 nochmals 10.000 Mark für den neuen Kirchenbau in Baukau bewilligt. In einem ersten Bauabschnitt wurde im März 1899 mit den Vorarbeiten begonnen und am 23. Juli 1899 der Grundstein gelegt. Den zurückhaltenden Plan des genordeten Bauwerks vom Januar 1899 fertigte der Bochumer Architekt Hermann Wielers. Es handelt sich um eine dreischiffige, gotische Hallenkirche mit Querschiff und damals waagerechter Decke. Die Außengestaltung der Kirche geschah im Ziegelrohbau mit Maschinenringofensteinen unter teilweiser Verwendung von Blend- und Formsteinen. Die Maßwerke der Fenster und Rosetten wurden aus Formsteinen hergestellt, Kapitelle und Sockel der Säulen und Dienste aus Sandstein, während die Schäfte der Säulen und Wanddienste gemauert wurden. Zuerst wurde der Chor, das Querschiff und zwei Joche des Langschiffes sowie die Nebenräume unter der Leitung des Architekten gebaut. Die südliche Kirchenseite wurde nur provisorisch gebaut, da die Kirche hier später erweitert werden sollte. Der Laienraum bot damit 1340 Personen Platz. Zur Aufnahme einer kleinen Glocke diente ein Dachreiter, der 1946 abgetragen wurde. Die Kirche wurde im Sommer des Jahres 1900 für 76.143,03 Mark einschließlich des Architektenhonorars fertiggestellt und wurde am 5. August 1900 durch Dechant Holtgreven aus Weitmar benediziert.
Am 29. September 1901 wurde die eigenständige Pfarrei St. Marien zu Baukau gegründet. Für den erwünschten Erweiterungsbau der Kirche legte im Juli 1904 der Architekt Arnold Güldenpfennig einen Entwurf vor, der das Langschiff um zwei Abteilungen verlängerte und durch einen massiven Turm abschloss. Die Ausführung unterblieb infolge der Erkrankung des Pfarrers und der Entwurf kam nie zur Ausführung.
Um die Kirche fertigstellen zu können, erfolgte 1906 die Sammlung weiterer Gelder durch Haussammlungen in den Bistümern Münster und Paderborn. Der Reinerlös betrug 41.000 Mark und somit konnte im Dezember 1907 der Architekt Johannes Franziskus Klomp in Dortmund einen eigenen Plan ausarbeiten, nach welchem die endgültige Erweiterung der Kirche erfolgte. Das Langschiff wurde um ein Joch verlängert und daran zwei Seitenkapellen errichtet. Zwei Türme von rund 60 m Höhe, in deren Inneren sich die Orgelempore befindet, beschließen nun im Süden die Kirche. Die Architektur des Erweiterungsbaues ist im Gegensatz zum ersten Bauabschnitt, der einfach und schlicht gehalten ist, reich gestaltet. Terrakotten, Tuff- und Formsteine fanden reiche Verwendung. Dabei entstand die wohl kunstvollste Ziegelfassade im Sakralbau des Ruhrgebiets. Für das Hauptportal wurden selbst die korinthischen Kapitelle der flankierenden Säulen aus Ziegelton gebrannt.
Im Inneren der Kirche wurde die gerade Decke des ersten Bauteiles beseitigt und die ganze Kirche mit einem Rabitzgewölbe versehen. Dadurch wurde eine einheitliche Raumwirkung erzielt. Wegen eines Pfeilerbruchs musste die Kirche jedoch baupolizeilich geschlossen werden. Statt des projektierten schlanken Pfeilerbaues im Turm mussten nun im Inneren Mauern gezogen werden, die dem inneren Aussehen der Kirche schadeten. Die endgültige Abnahme der Kirche fand am 9. August 1909 statt. Es schloss sich für die seit 1908 zu Herne gehörenden Pfarrgemeinde ein langjähriger Prozess gegen den ausführenden Architekten an, welcher 1914 zugunsten der katholischen Kirchengemeinde Herne-Baukau entschieden wurde.

Am 20. April 1914 wurden durch den Paderborner Bischof Karl Joseph Schulte die Pfarrkirche konsekriert und im Hochaltar die Reliquien der Märtyrer Mansuetus und Simplicius eingemauert.
Bedingt durch Feuchtigkeitsschäden, spätere Schäden aus dem Zweiten Weltkrieg und den wechselnden Zeitgeschmack wurde in den folgenden Jahrzehnten immer wieder umgebaut und erneuert. Die erste größere Reparatur am Kirchengebäude war 1923/1924 eine Dichtmachung des Kirchendaches, 1928 erfolgte eine Renovierung des Inneren und der Fassade. Im November 1944 waren Beschädigungen durch Bomben und Luftminen, besonders der Fenster und des Daches zu verzeichnen. Am 8. April 1945 (dem Weißen Sonntag) wurden die Türme, in denen die deutsche Wehrmacht eine Telefonanlage installiert hatte, von US-amerikanischer Artillerie beschossen. Herabfallende Steine (Wasserspeier) beschädigten das Dach des Kirchenschiffes. 1948 erfolgt die Wiederherstellung der Türme.

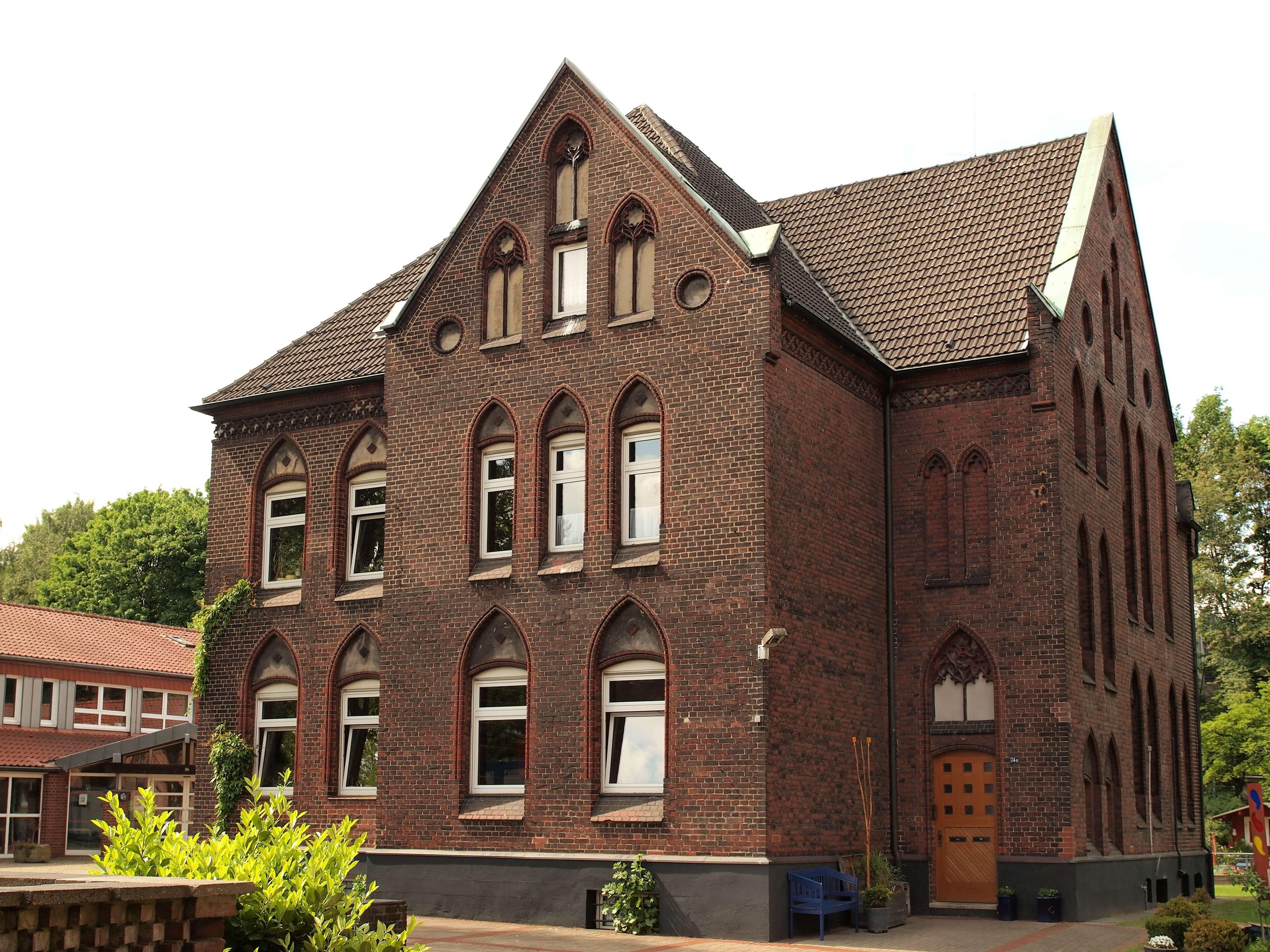
Das denkmalgeschützte Vikariegebäude

Die Kirche wurde 1996 als Bauensemble mit dem Vikariegebäude unter Denkmalschutz gestellt.
Von 1974 an wurde nach Plänen des Architekten Gerold Ringelhahn der Innenraum grundlegend renoviert, den liturgischen Erfordernissen angepasst und am 7. März 1976 mit der Weihe des neuen Altares durch den Weihbischof Paul Nordhues beendet. Wenige Jahre später zeigten sich versteckte Baumängel; das Gewölbe war fleckig und der Putz löste sich. Bei der ersten Begehung stellte der Architekt Wolfgang Trennberg aus Unna schwerwiegende Mängel am Mauerwerk fest. Die acht Eck-Engel und Teile der Fassade drohten herunter zu stürzen. Das Hauptportal musste sofort gesperrt werden. Im ersten Bauabschnitt 1998/1999 wurden die Schäden an den Türmen und dem Portal behoben. Die beiden markanten Türme bekamen Kupferdächer, die wertvolle, kunstvoll gestaltete Ziegelfassade und die Steinfiguren wurden restauriert. Im zweiten Bauabschnitt 2001 wurde das Kirchenschiff äußerlich restauriert, im Inneren die Heizung erneuert.
Im letzten Schritt wurde 2004 der Innenraum renoviert. Es wurden der Putz auf den Wandflächen abgeschlagen und erneuert, die Elektroinstallation und Beleuchtung auf den neuesten Stand gebracht, der Natursteinboden repariert und die Orgel überholt und um fünf Register erweitert. Seit dem 3. Juli 2005 ist die St.-Marien-Kirche wieder für Besucher geöffnet.

## St. Marienkirche als „Kinderkirche“
Die St. Marienkirche in Herne-Baukau, Teil der Pfarrei St. Dionysius, ist seit 2025 als „Kinderkirche“ auf eine kindgerechte Spiritualität ausgerichtet. In regelmäßigen Gottesdiensten und besonderen Aktionen werden Kinder aktiv einbezogen – durch Lieder, Geschichten, Bastelangebote und spielerische Elemente. Ergänzt wird das Konzept durch familienfreundliche Formate sowie thematische Projekte wie die Kinder-Ostertage. Dazu wurden einige Ausstattungsmerkmale verändert, der Raumeindruck aber eher aufgewertet. Getragen wird die Arbeit von einem engagierten Team aus Seelsorgenden und Ehrenamtlichen, das zum Mitmachen einlädt.

## Geistliche (Auswahl)
- 16. Dezember 1901–1906, Pfarrer Franz Becker, ehemaliger Dominikaner. Zuerst Rektor in Baukau, erster Pfarrer der St. Marien-Gemeinde.
- 1. Dezember 1906–1921, Pfarrer Joseph Schunck, * Oelinghausen.
- 1922–1923, Pfarrer Carl Bertrams
- 1923–1951, Pfarrer Hermann Schwirling
- 1937–1946, Vikar Franz Hengsbach, der spätere Bischof des Bistums Essen
- 1952–1977, Pfarrer Josef Brüser
- 1960–1965, Vikar Theodor Pott
- 1. Oktober 1977–2004, Pfarrer Michael Beckmann, * 1935, Priesterweihe Weihnachten 1962, 1963 bis 1968 in St. Barbara (Dorstfeld), 1968–1977 Pfarrvikar in St. Pius Herne-Pantringshof. Subsidiar im Pastoralverbund Herne-Nord.
- November 2005 – August 2014. Pfarradministrator Pastor Guido Hoernchen, * 4. April 1970 in Letmathe, 1990–1995 Theologie-Studium in Paderborn und München, Priesterweihe 1997, Vikar in St. Bonifatius und St. Elisabeth in Herne, 2001–2005 Regionalvikar in der Seelsorgeregion Hochsauerland-Waldeck und Pastor zur Aushilfe im Pastoralverbund Brilon, ab 1. September 2014 Leiter des Pastoralen Raumes Pastoralverbund Dortmunder Westen (Lütgendortmund, Bövinghausen, Marten, Oespel-Kley)
- 2017–2024, Georg Birwer, Pfarrer von St. Dionysius Herne
- 2024 Dr. Nils Petrat